# 霍韬
霍韜（1487年—1540年），字渭先，號兀崖，後改渭厓，廣東廣州府南海縣石頭鄉（今佛山市禪城區石灣鎮街道）人，明朝政治人物，正德甲戌傳臚。官至禮部尚書，諡文敏。

## 生平

### 入仕
霍韜生於成化二十三年（1487年），弘治十八年（1505年）十九歲時始入鄉塾，正德七年（1512年）補廣州府學生員。正德八年（1513年）舉鄉試第二名（經魁），正德九年（1514年）會試第一（會元），殿試二甲第一名（傳臚）。觀政吏部，六月乞歸畢婚。遂鄉居六年，期間嘗讀書西樵山，日與湛若水、方獻夫等往來問學。正德十六年（1521年）明世宗踐祚，六月，霍韜回京，授兵部職方司主事。其上書稱：“內閣大臣參贊機務，現在停止了內閣用附本進呈皇上裁決之制，而裁決權歸皇帝內臣了。輔臣失去了協助謀劃的權力，而親近寵信的人逐漸干涉朝政。請皇上即日起召見大臣當面裁決，講官、御史台諫臣等，分列左右，由大家商議共同辨別是非。至此宰相可獲得選擇善議的名聲，而內廷近臣也可避免受到弄權的非議。”
此外，霍韜還稱錦衣衛不應當以軍功授予官職上次，五軍都督府護衛軍等不應全部授予官職，御史謝源、伍希儒赴難有功，不應當罷免，平定藩國的戰爭除安慶府、南昌府等外，不應當過多封賞。世宗嘉獎并接受了他的意見。

### 大禮議事件
大禮議事件中，內閣首輔、大學士楊廷和、禮部尚書毛澄極力主張以明孝宗為皇考，霍韜私下寫《大禮議》致信其師毛澄駁斥他的主張。毛澄寫信責難，而霍韜仍然三次上書極力辯駁。最終，他知道毛澄心意不可挽回，同年十月上疏反對，其中稱“按廷議謂陛下宜以孝宗為父，興獻王為叔，別擇崇仁王子為興獻王後，考之古禮則不合，質之聖賢之道則不通，揆之今日之事體則不順”，力主孝宗稱伯不稱考，興獻王稱考不稱叔，世宗繼統不繼嗣，與張璁、桂萼、方獻夫、席書同調。世宗得疏後甚喜，然時“濮議”諸臣佔據朝廷，所論被認為是邪說誤國。霍韜意不自釋，遂於嘉靖二年（1523年）三月謝病歸。
嘉靖三年（1524年）世宗商議尊親生父母事，并兩次下詔召回霍韜。霍韜借病辭退不任，但仍然上疏提出自己建議。世宗非常讚賞其忠義，催其回朝。第二年，提升為詹事府少詹事兼侍講學士，霍韜堅決辭退，奏摺也沒有被採納。嘉靖六年（1527年）再次回朝，世宗命其負責經筵講官，霍韜則以自己是南方口音，極力推辭，并請求撰寫《古今政要》和《詩書直解》進獻。世宗得到嘉獎并答應。同年九月，升任詹事府詹事兼翰林院學士，霍韜堅決辭退，然而沒有得到明世宗批准。
嘉靖七年（1528年）四月，晉升為禮部右侍郎，霍韜再次極力辭退，并舉薦康海、王九思、李夢陽、魏校、顏木、王廷陳、何瑭代替自己，世宗均不同意。再次推辭，才得以批准。同年六月，大禮議事件結束，世宗越級提升其為禮部尚書，主管詹事府事務。霍韜再次推辭，並稱這是違反祖訓的。三次推辭後，世宗終於同意。
推行禁佛政策，拆寺廟，絕僧尼，“南都，我皇祖所以肇基地，典禮宜天下先焉”。嘉靖十八年（1539年）累官至太子少保、禮部尚書。嘉靖十九年（1540年）十月卒於官，贈太子太保，諡文敏。

## 著作
著有《渭厓集》、《渭厓家訓》、《西漢筆評》等。

## 家族
祖父霍厚一。父霍華。弟霍任。
子霍與璞，聰穎過人，十五歲能註楚辭；霍與瑕，字子璧，又字勉衷，號勉齋，官至兵部職方司員外郎、廣西僉事；霍與珉；霍與琦；霍與瓔，中鄉舉；霍與璒；霍與瑺。